# والنتینا اسکارباتون
والنتینا اسکارباتون (بلاروسی: Валентина Александровна Скрабатун؛ زادهٔ ۲۳ ژوئیهٔ ۱۹۵۸) قایقران روئینگ اهل بلاروس است.